# Incidente del Douglas C-47 di Air Transport Charter del 1951
Il 27 marzo 1951, un Douglas Dakota 3 cargo immatricolato G-AJVZ, operato dalla Air Transport Charter, in rotta dall'aeroporto di Ringway, Manchester, Inghilterra, all'aeroporto di Nutts Corner, Antrim, Irlanda del Nord, si schiantò poco dopo il decollo a causa dell'impossibilità di guadagnare quota. Due membri dell'equipaggio a bordo persero la vita.

## L'incidente

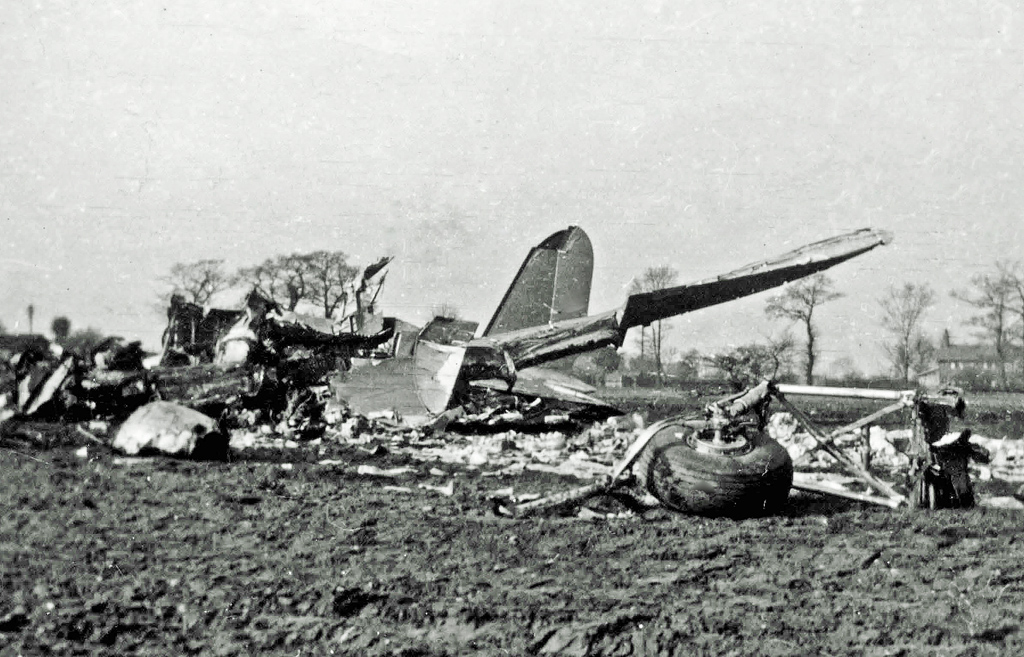
I resti del C-47A G-AJVZ a Heyhead la mattina del 27 marzo 1951.

Il Dakota stava operando un volo con un carico comprendente giornali da Ringway a Nutts Corner. Durante la corsa al decollo, non ci furono prove di alcun problema, ma l'aereo non si sollevò fino a quasi la fine della pista, che era lunga 1.400 iarde (1.300 m). Durante il decollo dalla pista 06 in condizioni di gelo e neve cadenti, svoltò a sinistra, non riuscì a salire e colpì la cima di un albero in Woodhouse Lane, vicino al villaggio di Heyhead, a mezzo miglio dalla fine della pista. Entrambi i piloti rimasero uccisi.

## Conclusione
Al momento del volo nevicava molto e prima del decollo il pilota non effettuò alcuna misura per rimuovere la neve accumulata dall'aereo. Un'indagine sui rottami dopo l'incidente rilevò depositi di fuliggine compatibili con un ritorno di fiamma del motore che avrebbe potuto essere causato da una miscela aria-carburante errata. Gli investigatori scoprirono pure che gli schermi di aspirazione del carburatore in ciascun motore erano distorti nello stesso modo che indicava che la neve ghiacciata o il ghiaccio avevano riempito le prese d'aria, causando una notevole perdita di potenza nei motori. Conclusero che il comandante non era riuscito a utilizzare i controlli del calore che avrebbero deviato l'aria calda nei carburatori, sciogliendo il ghiaccio. Questo guasto provocò la perdita di una quantità significativa di potenza del motore da parte dell'aereo. Anche il carrello di atterraggio esteso e la presenza di neve sulle ali potrebbero essere stati fattori contribuenti.